# 竹姫 (漫画家)
竹姫（ちくひめ、TIKUHIME、2月14日 -）
は、日本の漫画家、漫画原作者、ネットラジオ配信者（ポッドキャスト、YouTube等）。東京都生まれ。
女性誌を中心に歴史や古典文学を扱う作品を多数手がける。ジャンルはNL、TL(ティーンズラブ)、BL(ボーイズラブ,橘エイカ名義

)などのほか多様。

## 略歴
学生時代、ミステリー誌に民俗伝承を元にした短編を発表しデビュー。2001年の「でんでら野」（「恋色万華鏡」収録）が実質的デビュー作である。
以降、レディスコミック・時代モノ・オカルトモノ・ホラーなど幅広いジャンルで漫画家として活動。並行して、橘エイカ名義でBL作品を発表。
2019年10月脳梗塞に倒れ、後遺症としてのゲルストマン症候群に悩まされる。漫画執筆を諦め漫画原作者に転身
。2023年5月、自らの発症・闘病体験を元にした原作漫画『シュラバ婚～もう一度夫に恋するチャンスを下さい～』（スズカケン画）発表。
漫画とは別に、怪奇な話や数奇な運命の人などをテーマとしたネットラジオを主にポッドキャストで配信している。
代表作は週刊「女性自身」（光文社）連載の歴史伝奇ロマン『時遍路』（松文館、2010年10月20日発行）。
2014年に個人誌「怪楽奇譚」を自費出版。

## 作品リスト
※以下ジャンル別に掲載。単行本収録作品には初出情報を掲載。

### ティーンズラブ

#### 単行本
- 「恋色万華鏡」(松文館 2005/5/5発行[11])
  - 「ハードコア リング」（「恋愛美人 if」2004/7月号 セブン新社[12]）
  - 「再会の罠」（「キャンディタイム」2002/12月号 富士見出版[12]）
  - 「球根」（「キャンディクラブ」2002/10月号 日本出版社[12]）
  - 「彼岸過迄」（「キャンディクラブ」2002/12月号 日本出版社[12]）
  - 「凍土の兎」（「キャンディクラブ」2003/2月号 日本出版社[12]）
  - 「最後に笑うのは」（「ほんとうに怖い童話」2003/8月号	ぶんか社[12]）
  - 「痩身鬼骨絵図」（「ほんとうに怖い童話」2003/5月号 ぶんか社[12]）
  - 「でんでら野」（「ほんとうに怖い童話」2001/9月号 ぶんか社[12]）
  - 「夜嵐お絹」（「ほんとうに怖い童話」2002/10月号 ぶんか社[12]）

- 「純愛エロティック」(松文館 2005/9/5発行[13])				
  - 「その日拾った恋」（「タブー」2004/4月号 三和出版[14]）
  - 「緑の檻」（「ラブ♡キス」2004/3月号 笠倉出版社[14]）
  - 「本当に、欲しいもの」（「タブー」2004/6月号 三和出版[14]）
  - 「悪女」（「タブー」2004/8月号 三和出版[14]）
  - 「バランスゲーム」（「タブー」2004/10月号 三和出版[14]）
  - 「片道切符」（「タブー」2003/12月号 三和出版[14]）
  - 「妄想Heaven」（描き下ろし[14]）

- 「純情エクスタシー」(松文館 2006/2/5発行[15])					
  - 「バーチャル・ラブ」（「恋愛美人 if」2004/9月号 セブン新社[16])
  - 「手をつないで眠る」（「タブー」2003/8月号 三和出版[16]）
  - 「想い出にかわるまで」（「タブー」2003/10月号 三和出版[16]）
  - 「動き出す！」（「カーマ」2003/11月号	マイウェイ出版[16]）
  - 「白衣のピエタ」（「ほんとうに怖い童話」2003/4月号 ぶんか社[16]）
  - 「ハプニングエッチ」（「ラブ♡キス」2004/5月号 笠倉出版社[16]）
  - 「約束の地ーやさしい凍土ー」（「コミックアムール」2003/3月号 サン出版 「鬼と呼ばれた女房」改題[16]）

- 「背徳ラビリンス」(松文館 2006/11/5発行[17])		
  - 「君と危険な恋」（「恋愛美人 if」2004/11月号 セブン新社[18])
  - 「かなしみの大地」（「ホラーM」2003/2月号 ぶんか社[18])
  - 「私は玩具」（「タブー」2004/2月号 三和出版[18])
  - 「愛の亡霊」（「ほんとうに怖い童話」2002/2月号 ぶんか社[18])
  - 「闇に沈む」（「タブー」2003/6月号 三和出版[18])
  - 「哀しみの湖」（未発表作品[18])

- 「快楽エンドレス」(松文館 2009/2/15発行[19])						
  - 「恋と愛の間」（「恋愛美人 if」2004/9月号 セブン新社[20])
  - 「ホントの恋を始めよう」（「恋愛美人 if」2004/11月号 セブン新社[20]）
  - 「オモチャ箱の恋	恋愛美人」（「if」2005/1月号 セブン新社[20]）
  - 「レンズ越しのTRUE LOVE」（「恋愛美人 if」2005/3月号 セブン新社[20]）
  - 「淫虐巫女」（「陵辱変態」2007/10月号 松文館[20]）
  - 「花盗人」（「ほんとうに怖い童話」2001/12月号 ぶんか社[20]）

- 「純潔Goodbye」(松文館 2009/5/5発行[21])								
  - 「リアルな恋とキミの熱」（「恋愛美人 if」2005/5月号 セブン新社[22])
  - 「秘密」（「恋愛美人 if」2005/7月号 セブン新社[22])
  - 「あたたかい手」（「恋愛美人 if」2005/9月号 セブン新社[22])
  - 「センセイの秘密」（「タブー」2008/12月号 三和出版[22])
  - 「Young水戸黄門ー欲望の印籠なき初夜ー」（「愛の偉人伝」2001/1月号 サン出版[22])

- 「吉原泡姫奇譚 花魁ユイ」(日本文芸社 2013/2/10発行)	ケータイ書き下ろし[23])

- 「偽り姫と蜜の香」(宙出版 2018/12/31発行[24])					)					
  - 「偽り姫と蜜の香 前編」（「ル・ノエル vol.5」宙出版[24] 2018年04月17日発売[25]）
  - 「偽り姫と蜜の香 後編」（「ル・ノエル vol.6 宙出版[24] 2018年7月17日発売[26]）
  - 「秘恋の剣～愛し君に暴かれて～前編」（「Young Love Comic aya」2017/11月号	宙出版[24]）
  - 「秘恋の剣～愛し君に暴かれて～後編」（「Young Love Comic aya」2018/1月号	宙出版[24]）

- 「あやかし恋華 1」(宙出版 2019/5/1発行[27])				
  - 「あやかし恋華 第1話」（「Young Love Comic aya」2018/10月号 宙出版[27]｝
  - 「あやかし恋華 第2話」（「Young Love Comic aya」2018/12月号 宙出版[27]｝
  - 「あやかし恋華 第3話」（「Young Love Comic aya」2019/2月号 宙出版[27]）
  - 「あやかし恋華 第4話」（「Young Love Comic aya」2019/4月号 宙出版[27]）
  - 「蜜月トリップ♡」（「Young Love Comic aya」2018/6月号 宙出版[27]）

#### 電子書籍
- 「喰って愛して抱いてやる！～あやかし兎と俺様山賊～」(ショコラシュクレ デジタル)[28]
- 「即身LOVE裸仏」(スマートゲート)[29]
- 「淫喰い陰陽師」(スマートゲート)[30]
- 「彼と私のヒミツな愉しみ」(イマジナリーワークス)
- 「限界エッチが止まりません！～キスして愛して一晩じゅう～」(イマジナリーワークス)

- 「誰にも言えないマル秘Hしたい男（8）（9）」(松文館)※アンソロジーで（1）～（7）は他者の作品

### ロマンスコミック

#### 単行本
- 「呼び覚まされた屈辱」(ハーパーコリンズ・ジャパン 2017/8/1発行[31])
  - ※原作 ケイト・ハーディ。ハーレクイン・ロマンス2007年6月刊[31]
- 「宝石王と淫らな契約」(ハーパーコリンズ・ジャパン 2019/4/20発行[32])
  - ※ みかづき紅月原作[32]

### レディースコミック

#### 電子書籍
- 「歯科診察室は淫らな香り」（ジュネット）
- 「美少年飼育」（ジュネット）
- 「芸能界大性功の裏側」(ジュネット)
- 「堕天使たちの淫らな遊び」(らいむもーど)
- 「運命の恋人～アブでつかまって～」(らいむもーど)
- 「お仕置きと奉仕～恋のリセット～」(らいむもーど)
- 「悪女～兄と弟にもてあそばれて～」(らいむもーど)
- 「その日拾った恋～ご主人様の見つけ方～」(らいむもーど)
- 「闇に沈む～人妻の甘い罠～」(らいむもーど)

### 伝奇ロマン

#### 単行本
- 「時遍路（上）」(松文館 2010/11/15発行[2])（「女性自身」2009/5/26～9/22	光文社[33]）
- 「時遍路（下）」(松文館 2010/11/15発行[34])（「女性自身」2009/9/29～2010/2/9	光文社[35]）

#### 短編 （個人誌「怪楽奇譚」[10]掲載）
- 「鬼と仏」(「怪楽奇譚」掲載　2014/11/08[10]）
- 「勝手に妖怪溶解図鑑１　蛇骨婆」(「怪楽奇譚」掲載　2014/11/08[10]）

#### 電子書籍
- 「戦国無頼 ぱらいそ～天草四郎異聞～」（2010年 WEBCOMIC「戦国無頼」にて連載)[36]
  - 　2010年4月3日発売の「戦国無頼」5月号（創刊第3号）にて新連載[37]。その後雑誌の休刊、ウェブコミック化に伴いウェブコミックで連載。

### その他のジャンル・アンソロジー

#### 単行本
- 「新日本縄文書紀」(KKベストセラーズ 2019/5/30[38])
  - ※ 信太謙三原作の歴史漫画

#### アンゾロジー等への掲載
- 「開けるな」（2014/8月　「「サクラミステリー」（メディアックス））[6]
  - ※若竹七海作品コミカライズ[6]。
- 「ヴィーナスの腰布」　(2014/7月 「まんが　このミステリーが面白い！超推理ＳＰ赤川次郎特集（ぶんか社）」) 再録掲載[6]
  - ※赤川次郎作品のコミカライズ[6]
  - ※「まんがでイッキ読み！赤川次郎ミステリー傑作選　怪奇トリック編」(2021/12月　ぶんか社[39]))にも掲載
- 「夫は泥棒、妻は刑事」　(2014/4月23日 「このミステリーが面白いvol37（ぶんか社）」) に掲載[6]
  - ※赤川次郎作品のコミカライズ[6]
- 「マンガでわかる日本文学」（池田書店 2014/7/23）あんの秀子著[40]。
  - 「真珠夫人」「高野聖」(→ 高野聖 (小説))「友情」(→ 友情 (小説))「田園の憂鬱」「押し絵と旅する男」「檸檬」(→ 檸檬 (小説))のマンガを担当。
- 「上様のみだらな寵愛アンソロジー」（宙出版 2021/3/13[41] ※竹姫ほか2名の作品を収録。
  - 「秘恋の剣～愛し君に暴かれて～前編」（「Young Love Comic aya」2017/11月号	宙出版[41]）　※「偽り姫と蜜の香」（宙出版）に後編と合わせて収録。

#### 電子書籍
- 「シュラバ婚～もう一度夫に恋するチャンスを下さい～」（原作竹姫 作画スズカケン　U-NEXT、 2023/5/1～）[3]

### オンライン連載コラム
連載漫画コラム『奇談倶楽部』は、オンラインサイトのBEST TiMES（ベストタイムズ）に2018年2月～2019年6月に6回に渡って掲載された。
- 奇談倶楽部-第一回-「一休さん破天荒伝説」（2019/2/1）[42]
- 奇談倶楽部-第二回-「永久に家族で 死後記念写真」（2019/2/18）[42]
- 奇談倶楽部-第三回-「魅惑の女スパイ マタハリ」（2019/3/1）[42]
- 奇談倶楽部-第四回-「九州にある、世にも奇妙な？古墳の名は『チブサン/オブサン古墳』」（2019/3/26）[42]
- 奇談倶楽部-第五回-「思わず人に話したくなる話 浮世絵を100倍楽しく観る方法」（2019/5/31）[42]
- 奇談倶楽部-第六回-「日本人気質によく合っている浮世絵…!?」（2019/6/21）[42]

※以上は竹姫名義による。

### ボーイズラブ
※いずれも橘エイカ名義による作品。

#### 単行本
- 「刺青二戀シテ」（松文館 2006/9/5発行[43])				
  - 「逆川」（「男子上等！vol.2 2005/4 松文館[44])
  - 「化蝶館」（「男子上等！vol.3	2005/6 松文館[44])
  - 「白い火焔樹」（「男子上等！vol.4 2005/8 松文館[44])
  - 「傷と刻印」（「桃色無敵男子 2006/1 松文館[44])
  - 「髑髏小町」（「桃色わんこ男子	2006/7 松文館[44])
  - 「青色廃園」（描き下ろし[44])
  - 「壁」（「男子上等！vol.1 2005/2 松文館[44])
  - 「降ル花ハ君ガ為ノ時」（「桃色熱愛男子 2006/4 松文館[44])
- 「海と君と瞳」（松文館 2009/3/15発行[45])
  - 「海と君と瞳」（「Hug vol.6 2008/4 飛鳥新社[46])
  - 「蜃気楼（ミラージュ）ブレス」（「Qupid vol.1 2005/7 松文館[46])
  - 「花盗人－春宵恋桜舞姐－」（「Hug vol.4 2007/12 飛鳥新社[46])
  - 「空と青のホントの気持ち」（「デリデリ vol.6 2007/4	三和出版[46])
  - 「mirror house」（「男子上等！vol.5 品性下劣愛	2005/10	松文館[46])
  - 「王者の道行」（「上等！ツンデレ男子 2006/10 松文館[46])
  - 「乙女椿」（「上等！クールビューティ男子	2007/7 松文館[46])
- 「Sweet  corpse」（密林社 2010/12/30)
- 「NEO UNDER」（密林社 2011/8/14)
- 「セルリアンブルーの空」（松文館 2011/11/25発行[47])
  - 「第一章」（「上等！ヘタレ男子	2007/1 松文館[48]) ※「記憶と空」改題[48]
  - 「第二章」（「上等！ヘタレ男子	2007/4 松文館[48]) ※「記憶と空＃2秘密」改題	[48]
  - 「第三章」（「男子上等！web2 松文館[48]) ※「記憶と空1」改題[48]
  - 「第四章」（「男子上等！web3 松文館[48]) ※「記憶と空2」改題	[48]
  - 「最終章」（「男子上等！web4 松文館[48]) ※「記憶と空3」改題[48]
  - 「SIDE-A」（描き下ろし）[48]
  - 「SIDE-B」（描き下ろし）[48]

#### 電子書籍
- 「記憶と空」(松文館)
- 「残酷な檻～全寮制学園の小鳥～」(グループ・ゼロ)
  - ※原案此木雪花
- 「冥土の飛脚」(スマートゲート)[49]

- 「冥土の飛脚２」(スマートゲート)[50]
- 「腐ッテモ恋！！～妄想記者、歌舞伎役者に襲われる！？～」(宙出版)
- 「スガオじゃ愛は語れない～ジェラシーで萌え萌えH～」(宙出版)